# Calamaria gialaiensis
Calamaria gialaiensis е вид змия от семейство Смокообразни (Colubridae).

## Разпространение и местообитание
Видът е разпространен във Виетнам.
Обитава национални паркове и гористи местности.